# 棉花糖 (棉絮狀)

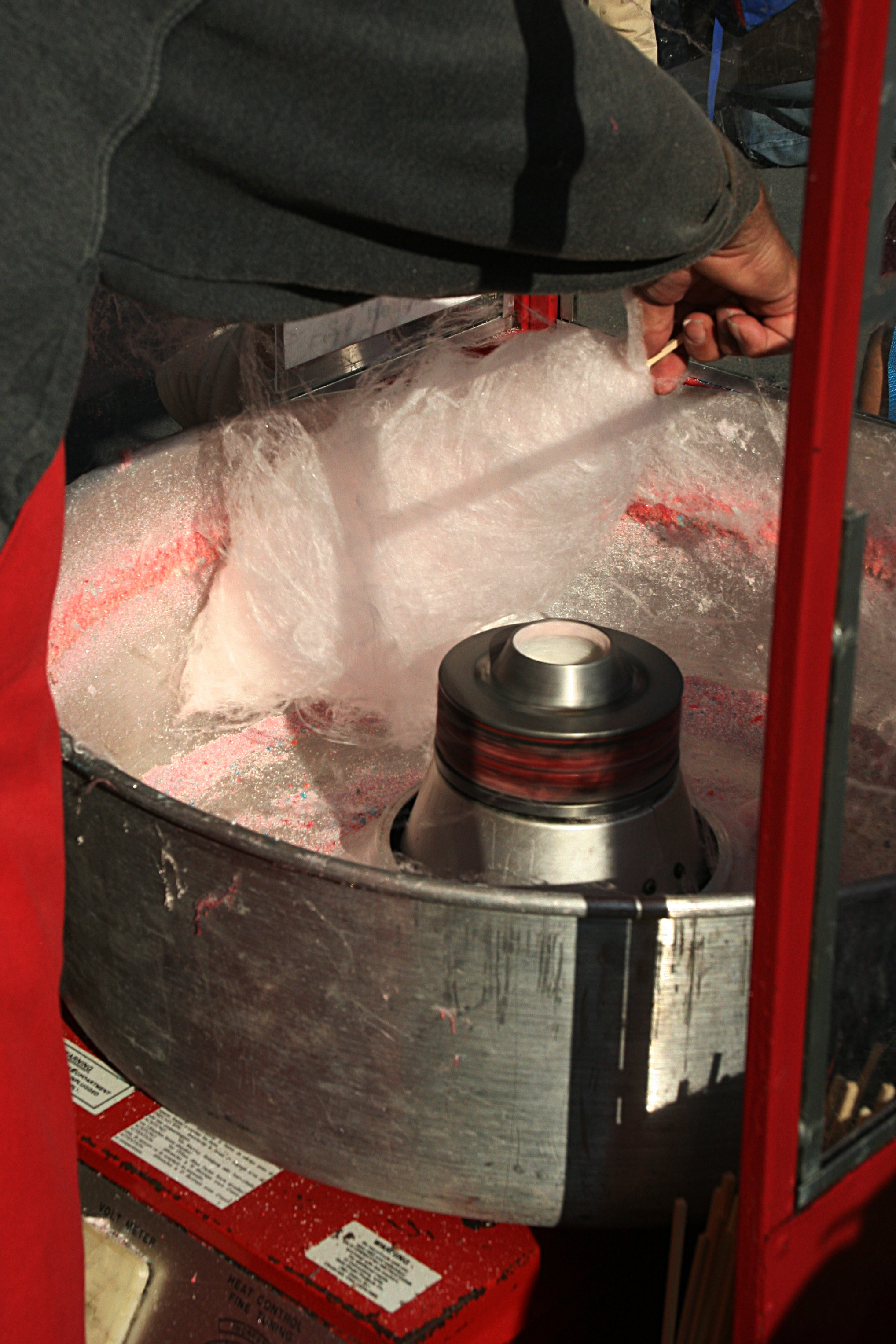
棉花糖機與棉花糖

棉花糖（英語： 或 ），是一種街頭小吃，发明于1900年代的美国，经由世界博览会传播，目前已成为一款风靡于世界各地的甜食。棉花糖体积十分庞大，主要是受由于砂糖受热膨胀所产生的，一根棉花糖的重量仅为31.2404
克（1盎司）左右，含有约116卡路里。

## 历史

### 棉花糖的雏形
追根溯源，棉花糖的起源可以追溯至15世纪的意大利，他们用锅子将糖加热融化后快速搅拌拉出糖丝，再用小棒绕起来吃，这是意大利人发明的首款串状甜品。当时这种甜品的制作十分费时，制作工艺也相当复杂，只有达官贵人才能享用到。

### 现代发明与世博会
现代棉花糖是在1900年代左右研发出来的，当时是一种十分昂贵的食品，底层的劳动人民无法享用到。机械化制作棉花糖工艺是由美国牙医威廉·莫里斯和糖果商约翰·沃顿（John C. Wharton）根据旋转糖的原理于1897年所发明的，并在1904年圣路易斯世博会上与公众首发亮相，取名为「仙女丝」（Fairy floss）。
在世博会期间展示了棉花糖的生产过程，获得了民众的青睐，当时这款新奇甜食的售价高达每捧25美分，但在博览会上依然大受欢迎，共计售出了68655根，其中一半的成本用于了支付世博会的场租。1920年代，仙女丝被更名为棉花糖，早期的棉花糖機需使用縫紉機式的踩腳踏，制作棉花糖时必须不断踩踏以带动小马达，糖丝才会如春蚕吐丝般缓缓而出，1970年代开始出现电动的棉花糖機，每年的12月7日是美国的国家棉花糖日。
同笑樂產業是世界最大的棉花糖制作商，生产一种名为「Fluffy Stuff」的袋装水果味微型棉花糖。

## 制作原理
棉花糖机器的原理，是将砂糖放进机器中加热，熔化成糖浆后再经高速旋转产生离心力。热糖浆便会由容器的细孔喷射出来，瞬间冷却后变为糖丝，随后使用竹签收集而成。

## 图片集

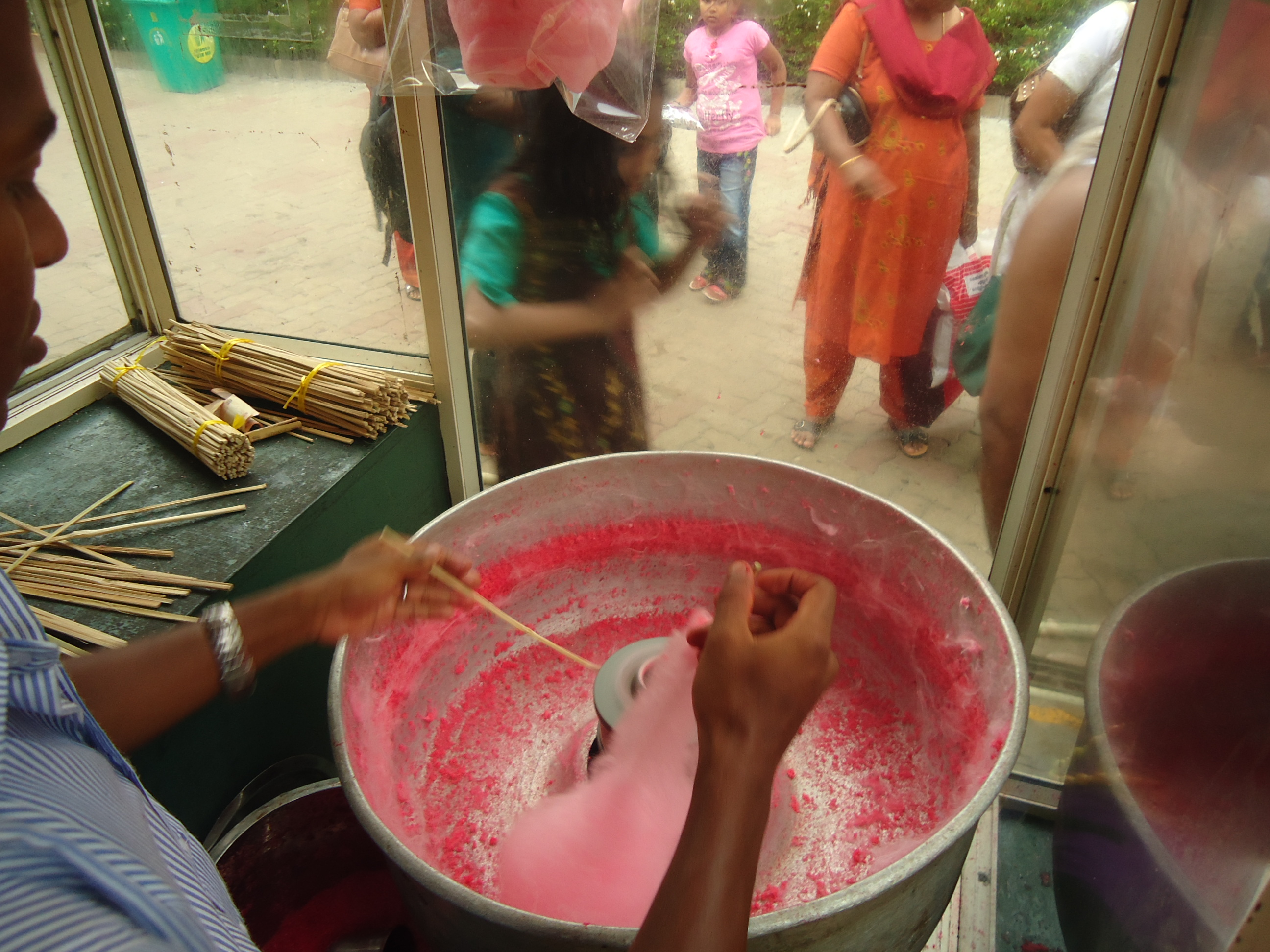
棉花糖的制作
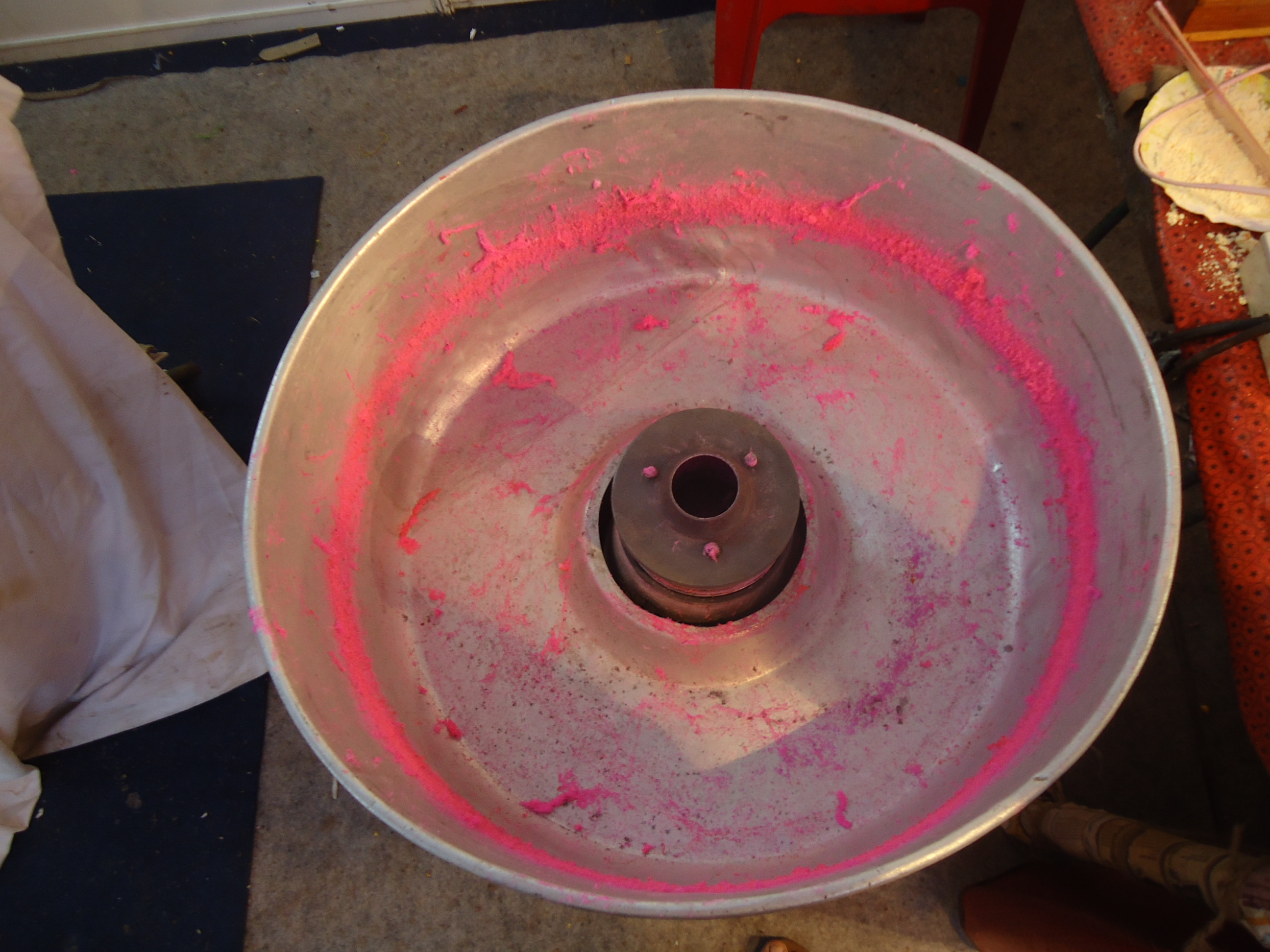
棉花糖的旋转盘
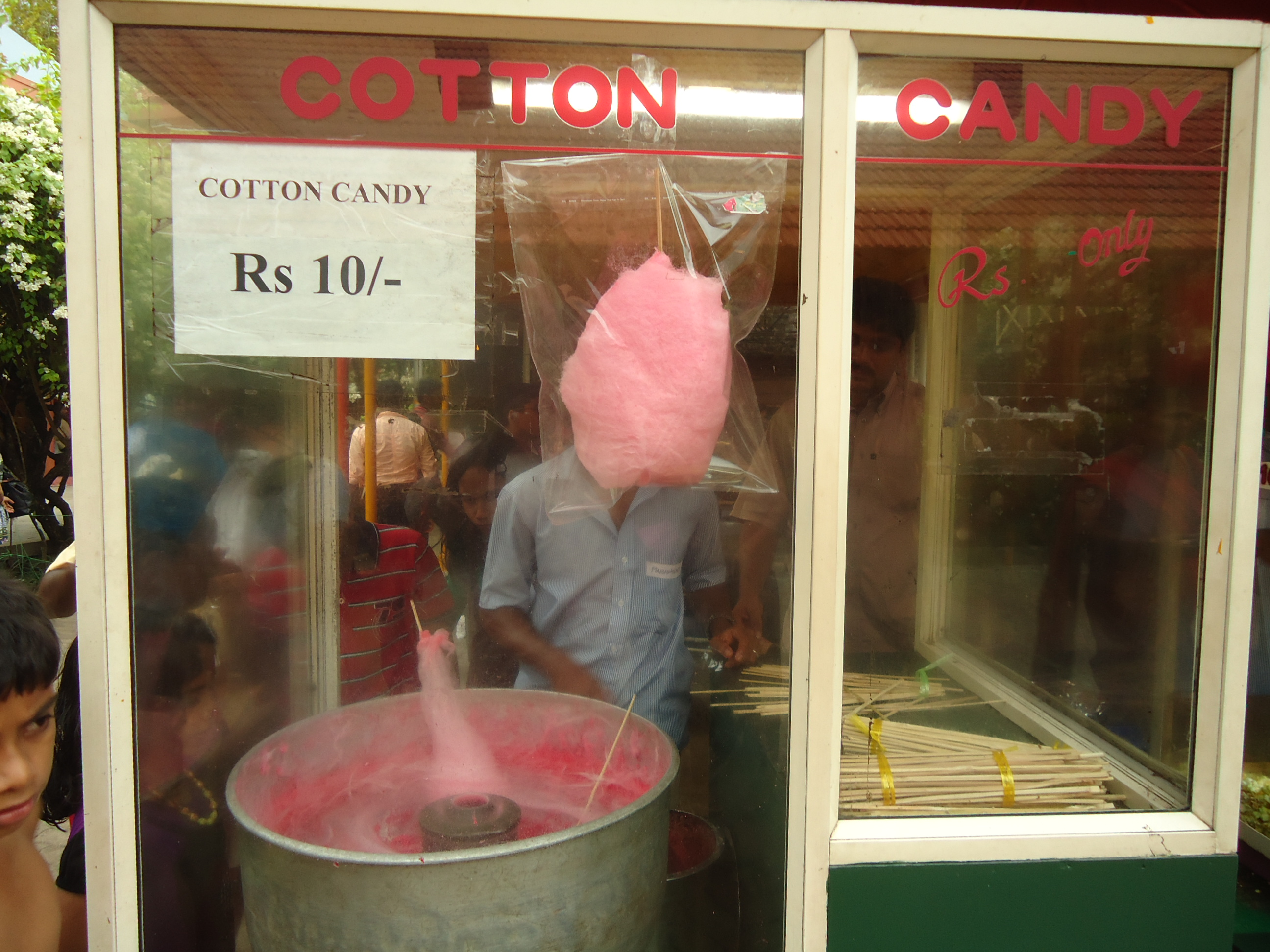
印度的棉花糖小店
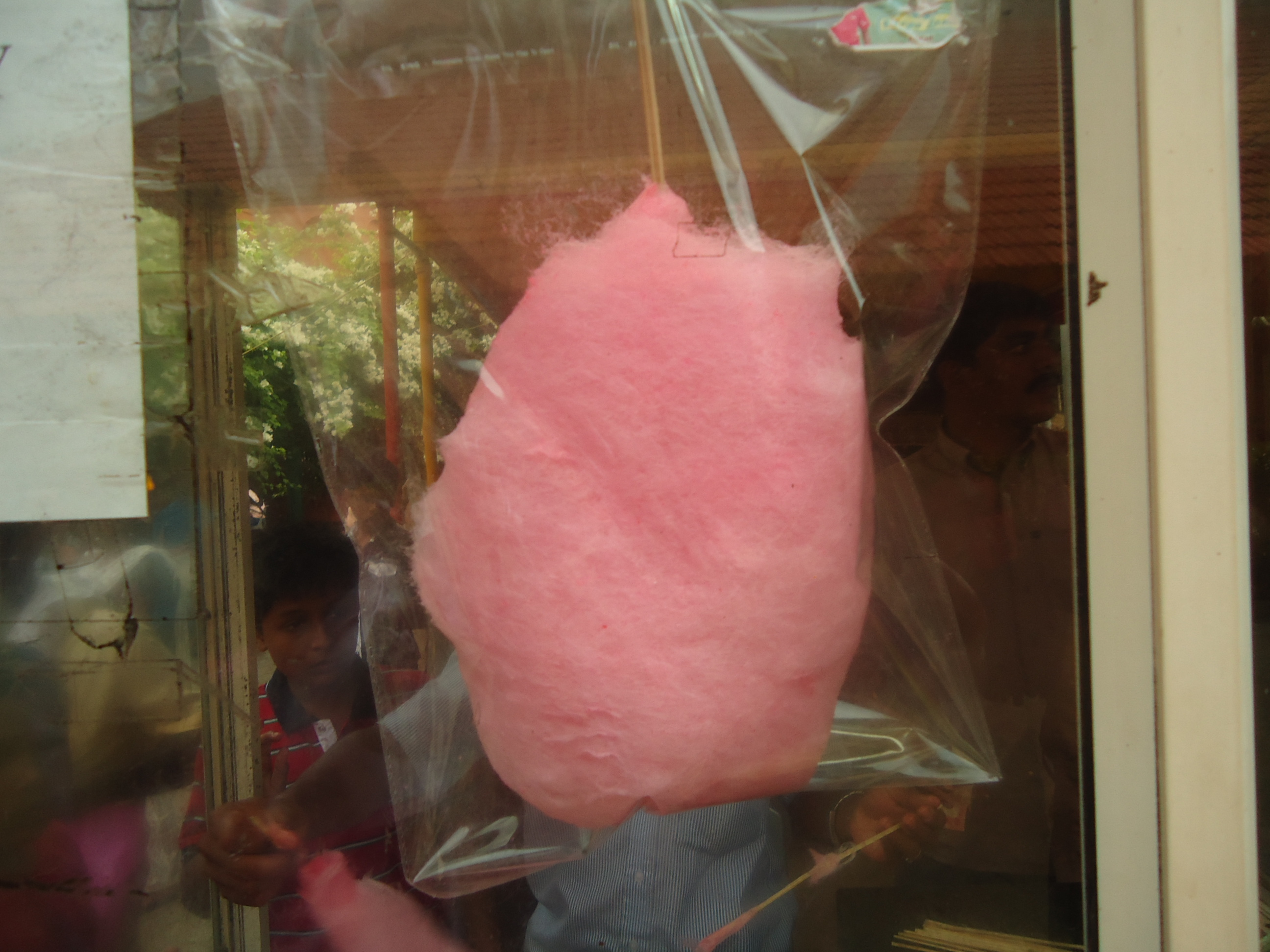
成品的棉花糖
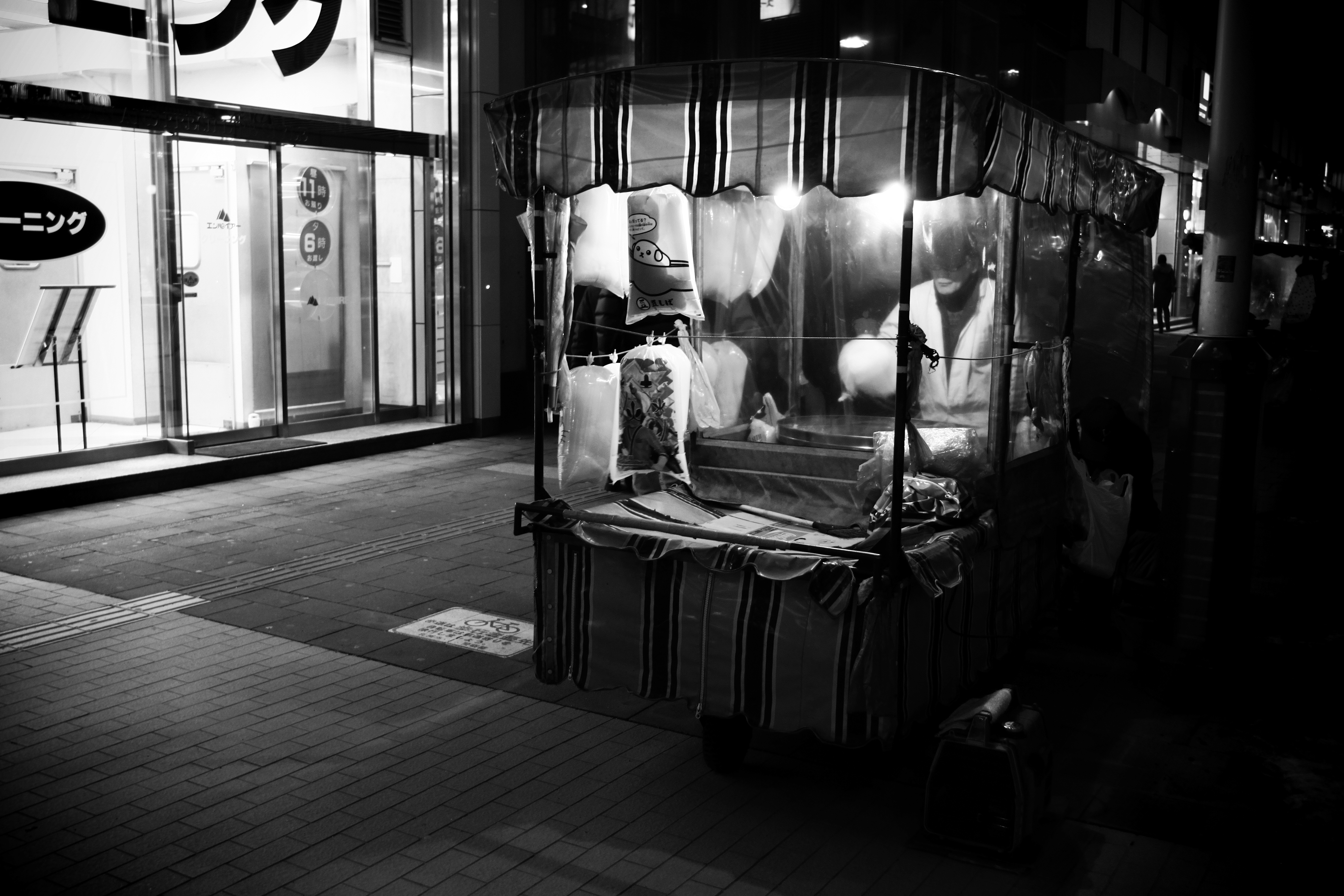
日本的棉花糖小贩